# Patrícia França
Patrícia França Monteiro de Oliveira França (Recife, 28 de setembro de 1971) é uma atriz e empresária brasileira. Conhecida por protagonizar telenovelas desde a década de 1990, já foi laureada com prêmios durante a sua carreira, incluindo o de Melhor Atriz pelo Festival de Teatro de Bolso, além de ter sido indicada ao Troféu Imprensa e concorrer ao Troféu Mucuripe do Cine Ceará.
França iniciou sua carreira no teatro ainda adolescente atuando no espetáculo A Menina que Queria Dançar, em 1987. Em seguida, passou a participar de campanhas publicitárias até ser convidada para protagonizar a minissérie Tereza Batista, na TV Globo, no personagem-título. No entanto, consagrou-se no papel de Maria Santa na novela Renascer (1993), pelo qual foi nomeada ao Troféu Imprensa de revelação do ano e recebeu elogios da crítica e do público, tornando-se mais conhecida do público.  Após esse trabalho, foi convidada para protagonizar inúmeras produções.
No teatro, ainda destacou-se nos espetáculos Peer Gynt (1994), Aladim (1994), onde interpretou Jasmine, Péricles, Príncipe de Tiro (1995) e A Beata Maria do Egito (2006). No cinema, protagonizou diversas produções, atuando como Zélia em O Calor da Pele (1994), Tieta em sua juventude e Imaculada em Tieta do Agreste (1996), Eurídice em Orfeu (1999) e a camponesa Maria em As Tranças de Maria (2003), pelo qual concorreu ao prêmio de melhor atriz no festival de cinema Cine Ceará.
Na televisão, também foi elogiada pelas atuações em telenovelas, como a sofredora Cláudia em Sonho Meu (1993), a cantora Lucilene em O Fim do Mundo (1996), a heroína Madalena em Salsa e Merengue (1996), a vingativa Clarisse em Suave Veneno (1999), as vilãs Blanca de Sevilla em A Padroeira (2001) e Rosa em A Escrava Isaura (2004), a policial Diana em Prova de Amor (2005) e a polêmica secretaria Nina em Poder Paralelo (2009). Entre seus destaques recentes, incluem a batalhadora Delma em Malhação: Sonhos (2014) e a misteriosa Bila em Gênesis (2021).

## Biografia

### Adolescência e início da vida artística
Nascida em Recife em 28 de setembro de 1971, a vida artística de Patrícia França Monteiro de Oliveira teve início ainda na sua adolescência quando, aos 16 anos, protagonizou a peça infantil A Menina que Queria Dançar, de Marcelino Freire, em sua cidade natal. Foi em 1987 que Patrícia conquistou o prêmio de melhor atriz no Festival de Teatro de Bolso com seu primeiro papel. No ano seguinte, ela subiu aos palcos em mais dois espetáculos e também se tornou a garota propaganda da capital pernambucana, estrelando comerciais de televisão. Rapidamente, seu rosto se tornou conhecido em todo o país, sendo reconhecida não apenas por sua beleza, mas também por sua simpatia e profissionalismo.

## Carreira

### 1992–94: Começo na teledramaturgia e protagonismo
Em abril de 1992, Patrícia estreou na televisão com então 19 anos como protagonista da minissérie Tereza Batista, da TV Globo, onde interpreta a personagem-título Tereza Batista, uma jovem órfã criada pela tia, Felipa (Maria Gladys), que a maltrata e a vende para o violento Capitão Justo (Herson Capri). O papel na minissérie alçou Patrícia ao estrelato nacional e a fez se convidada para diversos projetos na televisão. No final de 1992, foi convidada para apresentar o especial de fim de ano Roberto Carlos Especial, logo após ter estrelado o videoclipe musical Mulher Pequena, do cantor Roberto Carlos. Na emissora carioca, realizou trabalhos importantes nos anos subsequentes, principalmente, como protagonista de telenovelas na década de 1990.
Em 1993, foi chamada para atuar na primeira fase da novela Renascer no papel da ingênua Maria Santa. Sua personagem é uma mulher reprimida, cuja criação foi marcada por um rigor extremo imposto por seu pai, devido à gravidez prematura e subsequente expulsão de sua irmã mais velha de casa. No momento em que ela conhece José Inocêncio (Leonardo Vieira) e é beijada pela primeira vez por um homem, sua inocência e ingenuidade a levam a pensar que ficará grávida. Após esse episódio, Santinha é abandonada pelo pai, que se muda para o vilarejo com a mãe, deixando a filha no bordel de Jacutinga (Fernanda Montenegro). O casamento com Zé Inocêncio é perfeito, mas infelizmente a morte os separa após o nascimento do quarto filho. O papel de Maria Santa lhe proporcionou elogios da crítica e grande aceitação do público, tornando-se um de seus principais trabalhos. Inicialmente, participaria apenas da fase inicial, mas o carinho do público pela personagem a fez aparecer por toda a novela, como fantasma. Pelo desempenho, foi indicada ao Troféu Imprensa de revelação do ano.
Após o sucesso de Renascer, foi escalada para protagonizar a novela Sonho Meu, novamente ao lado de Leonardo Vieira como seu par romântico. Na trama, que foi ao ar entre setembro de 1993 a maio de 1994, interpreta Cláudia, a heroína da história, uma mulher de origem humilde, porém extraordinariamente inteligente, astuta, corajosa e ambiciosa. No passado, ela se casou por amor com Geraldo (José de Abreu), com quem teve uma filha chamada Carolina (Carolina Pavanelli). No entanto, em uma situação extrema, ela teve que fugir dele. Carolina acaba se apaixonando por Lucas (Leonardo Vieira) e enfrenta a perseguição do irmão dele, Jorge (Fábio Assunção). Em 1994, atua no curta-metragem Chuvas e Trovoadas como a filha de um professor e protagoniza o filme O Calor da Pele, que também é estrelado por B. de Paiva, Esther Góes e Denise Milfont, interpretando Zélia, afilhada do dono de uma tecelagem Américo. No mesmo ano, volta ao teatro no papel de Solveig em uma montagem do clássico Peer Gynt, além de dar vida a Jasmine, protagonista feminina do espetáculo infantil Aladim.

### 1995–97: Destaque no cinema e estreia na comédia

Patrícia ao lado Antônio Nóbrega em A Farsa da Boa Preguiça, em 1995.

Em março de 1995, apareceu em uma participação especial como a freira Irmã Isabel na minissérie Engraçadinha: Seus Amores e Seus Pecados. Em abril, atua no episódio "Pacto de Silêncio" do seriado Você Decide, como Dalva. Em dezembro, protagoniza o telefilme A Farsa da Boa Preguiça, exibido dentro do programa Caso Especial, da TV Globo. A história, baseada na obra homônima de Ariano Suassuna, narra a jornada do poeta e cantador Joaquim Simão (interpretado por Antônio Nóbrega) e sua esposa Nevinha (interpretada por Patrícia França), que enfrentam uma série de desafios impostos por pessoas inescrupulosas, assim como seres divinos e malignos. Ainda em 1995, protagoniza uma montagem do espetáculo Péricles, Príncipe de Tiro, sob direção de Ulysses Cruz, no papel de Marina.
Em 1996, atua no filme Tieta do Agreste, de Cacá Diegues, que foi selecionado para representar o Brasil como Melhor Filme Estrangeiro na 69ª edição do Oscar. No filme, interpreta dois personagens, sendo que na fase inicial dá vida a Tieta em sua juventude, papel compartilhado com Sônia Braga na fase adulta, e na segunda parte do filme interpreta a jovem religiosa Imaculada. Em maio do mesmo ano, aparece de peruca loira e lentes azuis na novela O Fim do Mundo, produção que inicialmente foi concebida como minissérie mas acabou sendo remanejada para o horário nobre por atrasos na produção de O Rei do Gado, trama que a substituiu na faixa da emissora. Na trama, ela interpreta Lucilene, uma cantora na boate Starlight, irmã de Vadeco (Tato Gabus Mendes) e namorada de Nado (Marcos Winter). Ela possui o sonho de se tornar uma grande artista, mesmo tendo pouco tempo para se dedicar à sua paixão, já que trabalha em uma fábrica de fumo durante o dia. Após a prisão de seu namorado, ela se envolve com Maninho (Marcelo Faria) e acaba se tornando cúmplice de um assassinato.
Em setembro de 1996, estreia a novela Salsa e Merengue, de Miguel Falabella e Maria Carmem Barbosa, que a trouxe novamente no posto de protagonista. Sua personagem é Madalena Sobral, uma jovem mulher do interior, de personalidade simples, inteligente e corajosa. No entanto, ela acaba se apaixonando pelo homem errado: Eugênio (Marcello Antony), um milionário e dono de uma empresa de mineração que é responsável pela contaminação por mercúrio em Roseira Santa. Madalena, que era tecelã em sua cidade natal, acaba se tornando uma artista famosa no Rio de Janeiro, guiada por um casal rico e amigável, Laís (Maria Lúcia Dahl) e Tito (Ricardo Petraglia). Durante sua jornada, ela se envolve romanticamente com Valentim (Marcos Palmeira).

### 1998–03: Amadurecimento da carreira e papéis antagônicos
Em 1998, volta à televisão em mais duas participações no seriado Você Decide, nos episódios "Guerra Suja" e  "O Doce Sabor do Sucesso", exibidos originalmente em maio e outubro, respectivamente. No mesmo ano, interpreta Ângela no episódio "Correndo Atrás" da série dramática Mulher, a qual é estrelada por Eva Wilma e Patrícia Pillar. Entre janeiro e setembro de 1999, atua como uma das protagonistas da novela Suave Veneno, de Aguinaldo Silva. Na trama, interpreta Clarisse, uma advogada recém-formada que se dedica a casos de menor complexidade. Além disso, é a filha não reconhecida de Waldomiro (José Wilker). Ela é a responsável por armar a entrada de Maria Inês (Glória Pires) na vida do empresário, movida pelo desejo de se vingar de seu pai. No entanto, sua trajetória trágica culmina em sua morte, sendo assassinada por Augusto Ivan (Tarcísio Filho).
Em 1999, atua em seu terceiro longa-metragem, tendo mais uma vez a oportunidade de trabalhar com Carlos Diegues, sendo escalada para interpretar a personagem principal em Orfeu, contracenando ao lado do cantor e ator Toni Garrido. Nessa produção, ela assume o papel de Eurídice, a heroína trágica da renomada peça teatral Orfeu da Conceição, escrita por Vinícius de Moraes. Eurídice vive um amor intenso e fatal com Orfeu, um relacionamento que atravessa as fronteiras da vida e da morte. No mesmo ano, atua no especial Oliver & Didi, que faz parte do conjunto de especiais de A Turma do Didi, interpretando Nanci. Em 2000, trabalha no curta-metragem Chega de Cangaço, uma sátira que conta a história de dois cangaceiros que se perdem em um set de filmagens de um filme, onde ela interpreta uma atriz.[carece de fontes?]
Em 2001, volta às novelas no papel da vilã espanhola Blanca de Sevilla na novela A Padroeira, de Walcyr Carrasco. Sua personagem é uma mulher que escapou da Espanha, temendo perseguição da Inquisição devido à sua origem cigana. Chegando a Guaratinguetá, finge estar procurando pelo marido desaparecido, mas na verdade veio ao Brasil para se reunir com Molina (interpretado por Luís Melo), com quem foi casada na juventude. Juntos, eles formam uma dupla de vilões determinada a roubar o mapa das minas a qualquer custo. Blanca é encarregada de conquistar a confiança de Valentim (interpretado por Luigi Baricelli) como parte do plano traçado com Molina. No entanto, as coisas se complicam quando Blanca se apaixona pelo rapaz, e o encanto vira-se contra ela mesma.
Em 2002, foi dirigida pela dama do teatro brasileiro, Bibi Ferreira, no espetáculo Terceiras Intenções, o qual protagoniza do lado de Paulo César Grande e Taumaturgo Ferreira. A peça narra a história de Fernando (interpretado por Paulo César), um empreiteiro desonesto que planeja um grande golpe, Ana Paula (interpretada por Patrícia), sua esposa fútil e materialista, e Otávio (interpretado por Taumaturgo), um ex-funcionário recentemente demitido da construtora. Os três personagens se encontram na casa de campo de Fernando quando Otávio bate à porta em busca de ajuda após a quebra de uma caminhonete da empresa. No início, o ex-funcionário não percebe que está diante de seu antigo patrão, assim como Fernando não reconhece o espirituoso Otávio. Em 2003, Patrícia mais uma vez assume o papel de protagonista nos cinemas em As Tranças de Maria, dirigido por Pedro Carlos Róvai. Neste filme, ela interpreta a personagem Maria, uma camponesa à frente de seu tempo, que se destaca em meio ao ambiente em que vive. A obra é baseada em um poema escrito por Cora Coralina, trazendo à vida a história dessa mulher corajosa e determinada.

### 2004–09:A Escrava Isaura,Prova de Amor,Luz do SolePoder Paralelo
Em março de 2004, após dois anos afastada da televisão, recebeu um convite para integrar o elenco da novela Chocolate com Pimenta, novamente em parceria com o autor Walcyr Carrasco. Na trama, ela interpreta a rígida advogada Sofia Menezes, que chega à cidade sem suspeitar que está prestes a se envolver em um dos planos maquiavélicos de Jezebel (Elizabeth Savalla). Jezebel e Sebastian (Tarcísio Filho) se encontram com a advogada para colocar em prática um plano ardiloso: tomar posse de toda a fortuna de Ana Francisca (Mariana Ximenes) e deixá-la completamente desamparada. 

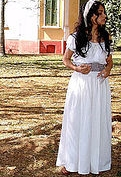
Patrícia França em cena de A Escrava Isaura (2004).

No mesmo ano, em junho, é contratada pela RecordTV, emissora passava por uma fase de retomada da teledramaturgia. Em outubro, pôde ser vista como a vilã Rosa Silva Cunha no remake de A Escrava Isaura, papel que lhe rendeu inúmeros elogios da crítica e marcou sua carreira. Na trama, ela é a filha bastarda de um coronel com uma escrava e é responsável por armar diversas ruindades com a protagonista. Patrícia enfrentou uma série de considerações antes de aceitar o papel em A Escrava Isaura. A atriz citou em entrevista a paciência do diretor Herval Rossano durante as extensas negociações para integrar o elenco da novela. Patrícia revelou que teve que avaliar cuidadosamente os prós e contras antes de assinar o contrato com a emissora, assumindo o papel da antagonista Rosa. Ela confessa que foi necessário deixar sua cidade, sua filha e seu marido, o que não foi uma tarefa fácil, especialmente de forma repentina.
Em 2005, chamou atenção no papel da co-protagonista da novela Prova de Amor, onde interpreta a policial Diana. Foi convida especialmente pelo autor da obra para a personagem, que é uma uma policial linha dura e ex-namorada do protagonista Daniel (Marcelo Serrado). Após o fim de Prova de Amor, voltou ao teatro no espetáculo A Beata Maria do Egito, sob direção de Almir Telles, onde interpreta Beata, a protagonista da peça, uma mulher extremamente religiosa e radical. A atriz considerou esse o papel mais forte feito por ela no teatro. Em 2007, foi escalada para sua primeira protagonista na emissora, a Eliana de Luz do Sol, a qual é mãe adotiva da menina sequestrada Drica (Luma Costa). Na trama, sua personagem e o marido tiveram uma filha da mesma idade morta meses antes e acreditam que a menina foi enviada pelo mar para reconstruir sua família.
Em 2008, atuou no curta-metragem infantil Mãos de Vento, Olhos de Dentro, que conta a história de amizade entre Lia, uma menina cega, e Tico. No filme, ela interpreta a mãe de Tico. Em 2009 esteve em Poder Paralelo como a polêmica Nina, uma mulher que se envolve em um caso de amor com um adolescente. Ainda em 2009, faz parte do elenco do filme Flordelis: Basta uma Palavra para Mudar, um docudrama dirigido por Anderson Corrêa e Marco Antônio Ferraz. Nessa produção, um notável grupo de atores renomados trabalha de forma voluntária para contar a história de Flordelis, uma pastora, professora e mãe de 45 filhos, sendo quatro deles seus filhos biológicos.

### 2014–hoje: Volta à televisão e trabalhos recentes
No segundo semestre de 2013 a imprensa começou a especular sobre o retorno de Patrícia à TV Globo como um desejo de Benedito Ruy Barbosa para fazer parte do remake de Meu Pedacinho de Chão (2014). Em julho de 2014 retoma sua carreira após um tempo afastada do meio artístico. Patrícia foi novamente contratada pela TV Globo, após dez anos fora da emissora, para integrar o elenco da  22ª temporada de Malhação, onde interpreta Delma, uma mulher que mantem um amor incondicional pela sua família e desempenha um papel ativo na administração do restaurante Perfeitão, ao lado do marido Marcelo (Felipe Camargo), e encontra alegria em se dedicar ao casamento e criar seus filhos Pedro (Rafael Vitti) e Tom Tom (Bianca Vedovato). No entanto, sua vida sofre uma reviravolta quando ela descobre o caso de Marcelo com Roberta (Danielle Suzuki). Apesar disso, ela consegue superar essa adversidade e redescobrir o amor ao lado de René (Mário Frias), trazendo um novo significado à sua jornada.
Em outubro de 2015, volta aos palcos do teatro no musical Ou Tudo ou Nada. A adaptação teatral, inspirada no filme de mesmo nome dirigido por Peter Cattaneo e adaptada por Artur Xexéo, celebra a essência humana em toda a sua diversidade, abordando os medos, prazeres e a capacidade de superação do ser humano em busca do que é essencial para sua realização. A montagem ressalta a força interior que impulsiona cada indivíduo a alcançar seus objetivos e reforça a mensagem de valorização das diferenças como parte fundamental da experiência humana. Em 2016, atua com Nathalia Timberg no espetáculo Quando Eu For Mãe, Quero Amar Desse Jeito., que fez parte do Ciclo de Leituras Teatrais, em apresentação única no Rio de Janeiro.
Em 2021, após sete anos longe da televisão, retorna a RecordTV, retomando contrato com a emissora após mais de dez anos, para interpretar Bila na novela Gênesis. Ao entrar em cena, ela assume o papel da escrava Bila, cuja dedicação é servir a Raquel (interpretada por Thaís Melchior), esposa do protagonista Jacó (interpretado por Petrônio Gontijo). Sua participação ocorre na sexta e penúltima fase da trama intitulada "Jacó". Nessa fase, ela desempenha um papel importante, contribuindo para o desenvolvimento da história.

## Vida pessoal

### Relacionamentos
Patrícia França sempre foi discreta quanto à sua vida pessoal. Em 1995, conheceu o ator Ilya São Paulo, que à época protagonizava a novela Irmãos Coragem, na TV Globo. Os dois iniciaram um relacionamento que viria a se tornar um casamento entre 1995 e 1997. Após o fim do relacionamento com o ator, Patrícia conheceu o analista de sistemas Paulo Lins, com quem foi casada entre 1999 e 2006. Fruto de seu segundo casamento, nasceu sua primeira filha, Fernanda, em 2001. Em 2008, a atriz se casou com o empresário Wagner Pontes, com que teve seu segundo filho, Gabriel,  nascido em 2009. Atualmente está solteira e segue focada em novos projetos.
Quanto ao sobrenome, Patrícia possui dois “França”. O primeiro é nome composto, e o segundo é sobrenome. Em entrevista ao PodCast Papagaio Falante, ela diz ser ideia do pai colocar o sobrenome duas vezes, para que quando se casasse, o “França” não saísse do nome.

## Filmografia

### Televisão
| Ano     | Título                                   | Personagem                       | Notas                                                 |
| ------- | ---------------------------------------- | -------------------------------- | ----------------------------------------------------- |
| 1992    | Tereza Batista                           | Tereza Batista                   |                                                       |
| 1992    | Roberto Carlos Especial                  | Apresentadora                    | Especial de fim de ano                                |
| 1993    | Renascer                                 | Maria Santa Inocêncio (Santinha) | Episódios: "8–11 de março" Episódio: "13 de novembro" |
| 1993    | Sonho Meu                                | Cláudia Lins                     |                                                       |
| 1995    | Engraçadinha: Seus Amores e Seus Pecados | Irmã Isabel                      | Episódios: "25–26 de março"                           |
| 1995    | Você Decide                              | Dalva                            | Episódio: "Pacto de Silêncio"                         |
| 1995    | Caso Especial                            | Nevinha                          | Episódio: "A Farsa da Boa Preguiça"                   |
| 1996    | O Fim do Mundo                           | Lucilene Barbosa                 |                                                       |
| 1996    | Salsa e Merengue                         | Madalena Sobral                  |                                                       |
| 1998    | Você Decide                              | Marta                            | Episódio: "Guerra Suja"                               |
| 1998    | Você Decide                              | Rosana                           | Episódio: "O Doce Sabor do Sucesso"                   |
| 1998    | Mulher                                   | Angela                           | Episódio: "Correndo Atrás"                            |
| 1999    | Suave Veneno                             | Clarisse Ribeiro                 |                                                       |
| 1999    | Oliver & Didi                            | Nanci                            | Especial de fim de ano                                |
| 2001    | A Padroeira                              | Blanca de Sevilla                |                                                       |
| 2004    | Chocolate com Pimenta                    | Drª. Sofia Mendonça              | Episódios: "8 de março–7 de maio"                     |
| 2004    | A Escrava Isaura                         | Rosa Cunha Almeida               |                                                       |
| 2005    | Prova de Amor                            | Diana Alba                       |                                                       |
| 2007    | Luz do Sol                               | Eliana de Souza                  |                                                       |
| 2009    | Poder Paralelo                           | Janaína Fagundes (Nina)          |                                                       |
| 2014–15 | Malhação Sonhos                          | Delma Ramos                      | Temporada 22                                          |
| 2021    | Gênesis                                  | Bila                             |                                                       |

### Cinema
| Ano  | Título                                   | Papel                     | Notas                |
| ---- | ---------------------------------------- | ------------------------- | -------------------- |
| 1991 | A Última Terra                           |                           | Diretamente em vídeo |
| 1992 | Contos de Balneário                      |                           | Diretamente em vídeo |
| 1993 | O Calor da Pele                          | Zélia                     |                      |
| 1994 | Chuvas e Trovoadas                       | Filha do professor        | Curta-metragem       |
| 1996 | Tieta do Agreste                         | Imaculada / Tieta (jovem) |                      |
| 1999 | Orfeu                                    | Eurídice                  |                      |
| 2000 | Chega de Cangaço                         | Atriz                     |                      |
| 2003 | As Tranças de Maria                      | Maria                     |                      |
| 2008 | Mãos de Vento, Olhos de Dentro           | Mãe do Tico               | Curta-metragem       |
| 2009 | Flordelis - Basta uma Palavra para Mudar | Mãe de Beá                |                      |
| 2024 | Princesa Adormecida                      | Marie                     |                      |

## Teatro
| Ano  | Título                                             | Personagem | Direção          |
| ---- | -------------------------------------------------- | ---------- | ---------------- |
| 1986 | A Menina que Queria Dançar                         | Menina     | Marcelino Freire |
| 1990 | A Ver Estrelas                                     |            | João Falcão      |
| 1994 | Peer Gynt                                          | Solveig    | Moacyr Góes      |
| 1994 | Aladim                                             | Jasmine    | Marcelo Saback   |
| 1995 | Péricles, Príncipe de Tiro                         | Marina     | Ulysses Cruz     |
| 2002 | Terceiras Intenções                                | Ana Paula  | Bibi Ferreira    |
| 2006 | A Beata Maria do Egito                             | Beata      | Almir Telles     |
| 2015 | Ou Tudo ou Nada                                    | Vicky      | Tadeu Aguiar     |
| 2016 | Quando Eu For Mãe, Quero Amar Desse Jeito          | Esposa     | Tadeu Aguiar     |
| 2025 | Chatô & os Diários Associados - 100 anos de paixão | Juliana    | Tadeu Aguiar     |

## Prêmio e indicações
| Ano  | Prêmio                                       | Categoria        | Nomeação                   | Resultado |
| ---- | -------------------------------------------- | ---------------- | -------------------------- | --------- |
| 1987 | Festival de Teatro de Bolso de Recife        | Melhor Atriz     | A Menina Que Queria Dançar | Venceu    |
| 1994 | Troféu Imprensa                              | Revelação do Ano | Renascer                   | Indicada  |
| 2003 | Cine Ceará-Festival Iberoamericano de Cinema | Melhor Atriz     | As Tranças de Maria        | Indicada  |